# Kuklen

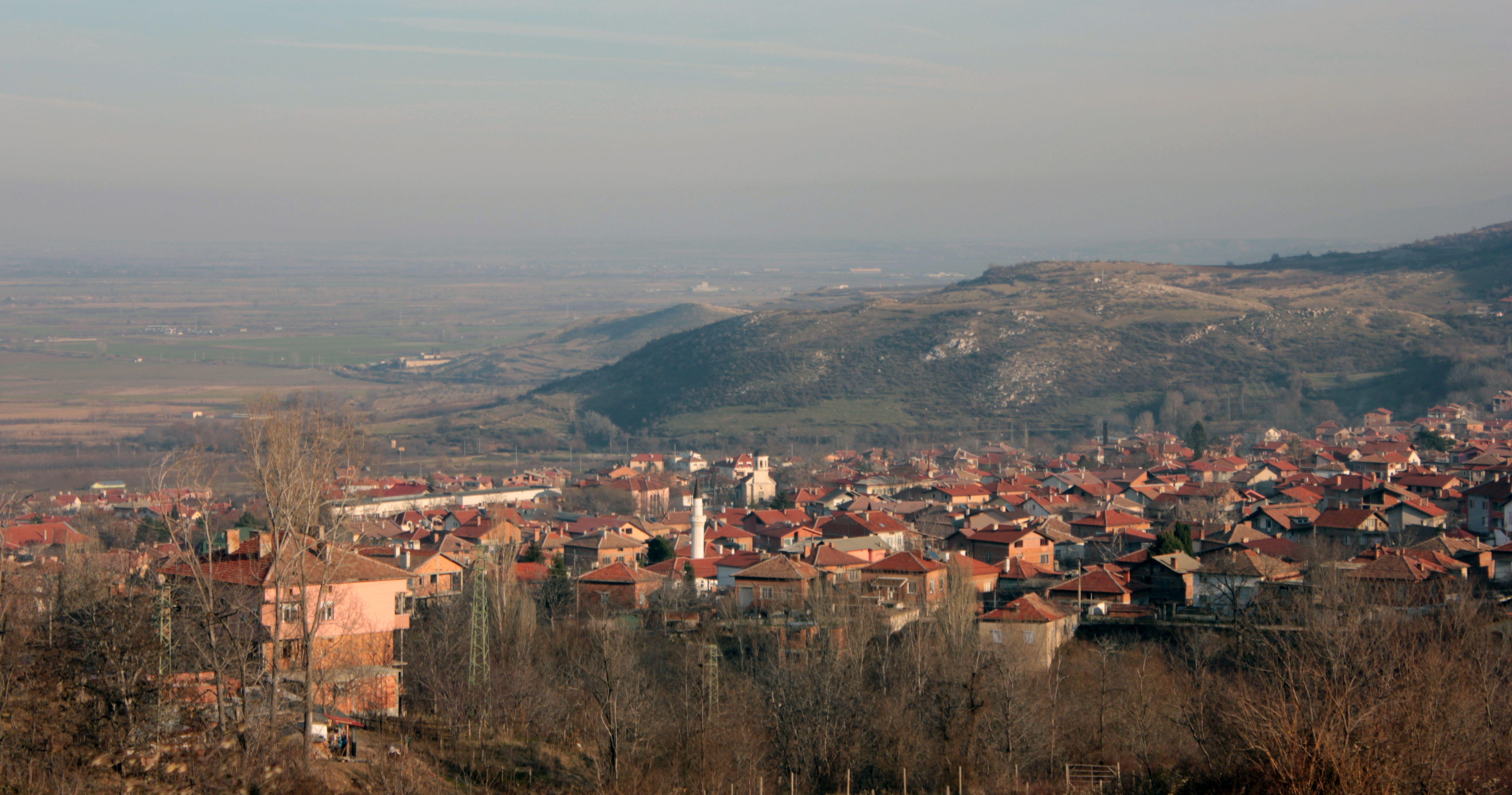
Blick auf Kuklen

Kuklen (bulgarisch: Куклен) ist eine Stadt und Verwaltungszentrum einer gleichnamigen Gemeinde in der Oblast Plowdiw in Zentralbulgarien. Die Stadt mit 5805 Einwohnern (2016) liegt in der Thrakischen Ebene am Fuß der Rhodopen, ca. 14 km südlich von Plowdiw und 7 km nordwestlich von Assenowgrad. Die Autobahn A1 verläuft in 20 km Entfernung nördlich.
Die Stadt ist seit 2008 Namensgeber für den Kuklen Point, eine Landspitze der Livingston-Insel in der Antarktis.

## Sehenswürdigkeiten
- Dreiheiligenkirche, eine römisch-katholische Kirche
- Kloster "Sweti Sweti Kozma und Damjan"

## Persönlichkeiten
- Recep Küpçü